# Christiane Carstens
Christiane Carstens (* 1958 in Hamburg) ist eine deutsche Schauspielerin.

## Leben und Karriere als Schauspielerin
Mit 16 Jahren wurde sie auf der Straße vom Regisseur Roger Fritz für die NDR-Serie Motiv Liebe entdeckt und zu einem Casting in das Studio Hamburg eingeladen. Sie bekam die Rolle. Bereits ein Jahr später (1975) spielte sie ihre erste Kinorolle in Das Messer im Rücken von Ottokar Runze.
Sie absolvierte dann ihre Schauspielausbildung an der renommierten Schauspielschule Freese in Hamburg. Mit 20 Jahren erhielt sie ihr Schauspieldiplom und stand danach an vielen Theatern in ganz Deutschland auf der Bühne. So spielte sie z. B. am GRIPS-Theater und dem Kollektiv-Theater in Berlin, dem Thalia sowie dem Klecks Theater in Hamburg und in der Comödie in Bochum.
In den folgenden Jahren war die Schauspielerin in zahlreichen TV-Produktionen, Kinofilmen und Serien zu sehen. Neben ihrer Arbeit als Schauspielerin ist Christiane Carstens auch als Hörspiel- und Hörbuchsprecherin sowie Autorin und Regisseurin tätig. Zudem hat sie sich in den letzten Jahren als Coach von Kinder- und Jungdarstellern einen Namen gemacht. Sie ist Mitorganisatorin des Jugendmedienfestivals REC for Kids in Berlin.

## Autorin
2019 erschien ihr Buch Untergetaucht auf Reiswerder im Metropol Verlag. In diesem Buch berichtet Christiane Carstens über die Schicksale der "illegalen" jüdischen Bewohner der Insel Reiswerder, die dort während des Zweiten Weltkriegs auf der Flucht vor Verfolgung und Deportation untergetaucht waren und im August 1944 durch einen Verrat von der Insel deportiert wurden.
2021 erschien ihr Buch Mauergeschichte(n). Die Katze auf dem Todesstreifen mit einem Vorwort von Wolfgang Benz im Verlag für Regional- und Zeitgeschichte. In den darin aufgezeichneten Interviews blicken Zeitzeugen auf sehr persönliche Ereignisse zurück, die ihr Leben "im Schatten der Mauer" bestimmten.
2025 erschien ihr Buch Moin Seekind. Kapitäninnen über Fluss und Meer. In dem Buch porträtiert Christiane Carstens fünf Frauen, die als Kapitäninnen auf Meeren und Binnengewässern unterwegs sind. Eine dieser Geschichten ist ihr eigener Lebensweg von einem Hamburger Seekind zur Fährkapitänin in Berlin.

## Veröffentlichungen
- Untergetaucht auf Reiswerder, Metropol Verlag, Berlin 2019, ISBN 978-3-86331-468-2.
- Mauergeschichte(n). Die Katze auf dem Todesstreifen, Verlag für Regional- und Zeitgeschichte, Berlin 2021, ISBN 978-3-948052-03-4.
- Moin Seekind. Kapitäninnen über Fluss und Meer, ammian Verlag, Berlin 2025, ISBN 978-3-948052-94-2.

## Filmografie (Auswahl)

### Film
- 1975: Das Messer im Rücken
- 1980: Die Welt in jenem Sommer
- 1982: Tollwut
- 1987: Schloss & Siegel
- 1988: Brennende Betten
- 1992: Nie wieder schlafen

### Fernsehen
- 1974: Motiv Liebe: Klassenreise
- 1976: Gesucht wird...: Gisela Kornschmidt
- 1980: Signorina Mafalda
- 1982: Single liebt Single
- 1982: Agent in eigener Sache
- 1983: Es muss nicht immer Mord sein
- 1984: Pogo 1104
- 1985: Aus familiären Gründen
- 1986: Der Goldene Käfig
- 1987: Diese Drombuschs
- 1988: Tatort – Pleitegeier
- 1989: Großstadtrevier
- 1989: Ein Fall für zwei: Gewissensbisse
- 1989: Tatort – Keine Tricks, Herr Bülow
- 1990: Tatort – Lauf eines Todes
- 1990: Liebe auf Bewährung
- 1991: Der Fahnder
- 1992: Das Nest
- 1992: Schlagbaum
- 1993: Glückliche Reise – Grönland
- 1993: Zaster, Zoff und die Rezurzen
- 1994: Faust
- 1997–2002: Dr. Sommerfeld – Neues vom Bülowbogen
- 1998: Zwei Männer am Herd
- 2000: Wolffs Revier
- 2002: Der Solist: In eigener Sache
- 2007: Paulas Sommer

## Hörbücher, Hörspiele
- Novembernebel
- Eiskaltes Wasser
- Familie Mumin
- Heidi